# Syzygium siphonanthum
Syzygium siphonanthum är en myrtenväxtart som först beskrevs av George King och S. Greves, och fick sitt nu gällande namn av Gerda Jane Hillegonda Amshoff. Syzygium siphonanthum ingår i släktet Syzygium och familjen myrtenväxter. Inga underarter finns listade i Catalogue of Life.